# فلوت پارینه‌سنگی
طی کاوش‌های منظم باستان‌شناسی، چندین فلوت که مربوط به دوران پارینه‌سنگی زبرین اروپاست، در غارهایی در منطقه سوابین آلب آلمان کشف شد. این آثار به‌طور مستقل توسط دو آزمایشگاه، در انگلستان و آلمان، تاریخ‌گذاری و آزمایش شده‌اند. فلوت‌های اوریگناسین بین ۴۳۰۰۰ تا ۳۵۰۰۰ سال پیش ساخته شدند. فلوت‌ها که از استخوان و عاج ساخته شده‌اند، نشان‌دهنده نخستین ابزار موسیقی شناخته‌شده هستند و شواهد غیرقابل انکار موسیقی پیشاتاریخ را ارائه می‌دهند.

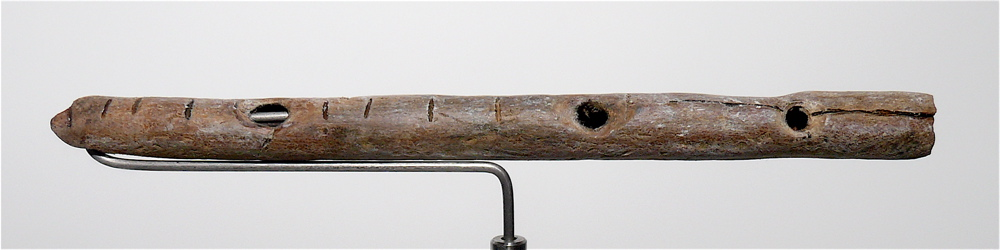
فلوت اوریگناسین ساخته شده از استخوان جانوری، ۴۳۰۰۰ تا ۳۹۰۰۰ سال، Geissenklösterle (Swabia)